# David Daniel Nelson
David Daniel Nelson (1956), economista y embajador estadounidense.
Oriundo de Minesota, estudió en la Universidad de Wisconsin; posteriormente obtuvo el máster en economía en la Universidad de Maryland.
Su primer destino diplomático fue Montevideo, entre 1982 y 1984. Posteriormente fue destinado a Berlín, Madrid, Bonn, Quito y Mérida. Desde 2009 es el embajador de los Estados Unidos en Uruguay para suceder a su antecesor Frank E. Baxter; fue nombrado en el cargo por el presidente Barack Obama.
Abandonó el cargo el 23 de mayo de 2011, siendo sustituido interinamente por el encargado de negocios Thomas H. Lloyd.